# Abitanti
Abitanti este o localitate din Comuna Koper, Slovenia, cu o populație de 12 locuitori.